# Dead by Daylight
Dead by Daylight é um jogo eletrônico multijogador online assimétrico do gênero survival horror desenvolvido pelo estúdio canadense Behaviour Interactive. O jogo é jogado em um modo um contra quatro, onde um jogador assume o papel de um assassino, e os outros quatro jogam como sobreviventes, tendo que escapar do assassino e reparando cinco geradores para abrir os portões de saída e evitarem de serem capturados, enganchados e sacrificados. Foi lançado em junho de 2016 para Microsoft Windows; junho de 2017 para PlayStation 4 e Xbox One, setembro de 2019 para Nintendo Switch, e uma versão adaptada para iOS e Android foi lançada em abril de 2020, sendo outubro e novembro do mesmo ano o lançamento para Stadia, PlayStation 5 e Xbox Series X/S.
Além dos personagens-jogáveis originais, o jogo inclui personagens licenciados de várias franquias do terror como Halloween, The Texas Chain Saw Massacre, A Nighmate on Elm Street, Ash vs Evil Dead, Five Nights at Freddy's, Scream, Saw, Stranger Things, Silent Hill, Resident Evil, Hellraiser, Ringu e Alien. Até mesmo o astro de Hollywood Nicolas Cage fez sua estreia no mundo dos games como um sobrevivente no jogo. Dead by Daylight recebeu críticas mistas após o lançamento, embora tenha sido um sucesso comercial, atraindo mais de 50 milhões de jogadores.

## Jogabilidade
Um grupo de até quatro sobreviventes deve fugir de um assassino. A perspectiva dos sobreviventes são em terceira pessoa, enquanto a perspectiva do assassino é em primeira pessoa. Os sobreviventes não podem lutar contra o assassino e só podem sobreviver correndo e se escondendo deles. Eles devem usar obstáculos na forma de paletes de madeira, janelas e itens que eles encontram dentro de baús ou trazem antes do começo da partida para correrem do assassino pelo tempo que puderem. Para escapar, os sobreviventes devem consertar um total de cinco geradores espalhados por todo o mapa para ativar os portões de saída, então eles devem abrir os portões de saída e sair da área ou, alternativamente, encontrar uma escotilha que surge aleatoriamente no mapa para escaparem.

### Sobreviventes
Os jogadores assumem o papel de um dos diversos sobreviventes, Dwight Fairfield, Meg Thomas, Claudette Morel, Jake Park, Nea Karlsson, Laurie Strode, William 'Bill' Overbeck, Ace Visconti, Feng Min, David King, Quentin Smith, David Tapp, Kate Denson, Adam Francis, Jeff Johansen, Jane Romero, Ash Williams, Steve Harrington, Nancy Wheeler, Yui Kimura, Zarina Kassir, Cheryl Mason, Felix Ritcher, Élodie Rakoto, Yun-Jin Lee, Jill Valentine, Leon S. Kennedy, Mikaela Reid, Jonah Vasquez, Yoichi Asakawa, Haddie Kaur, Ada Wong, Rebecca Chambers, Vittorio Toscano, Thalita Lyra, Renato Lyra, Gabriel Soma, Nicolas Cage, Ellen Ripley, Alan Wake, Sable Ward, Aestri Yazar, Lara Croft, Trevor Belmont, Taurie Cain, Orela Rose, Rick e Michonne Grimes. O objetivo dos sobreviventes é fugir da área fechada, o que pode ser feito de duas maneiras: reparando cinco geradores quebrados para fornecer energia para alavancas de dois portões de saída; ou escapando pela escotilha. A escotilha abre somente quando há apenas um sobrevivente restante na partida. Os sobreviventes precisarão de uma chave para abrir a escotilha se houver mais de uma pessoa viva. O assassino pode fechar a escotilha. As opções de movimento dos sobreviventes consistem em correr, caminhar, andar agachado ou rastejar. Eles devem evadir e enganar o assassino, perdendo sua linha de visão em uma perseguição ou se escondendo com sucesso deles.

### Assassinos
Alternativamente, os jogadores assumem o papel de um dos diversos assassinos, o Caçador, o Espectro, o Caipira, a Enfermeira, o Vulto, a Bruxa, o Médico, a Caçadora, o Canibal, o Pesadelo, a Porca, o Palhaço, o Espírito, a Legião, a Praga, o GhostFace, o Demogorgon, o Oni, o Mercenário, o Carrasco, o Flagelo, os Gêmeos, o Trapaça, o Nemesis, o Cenobita, a Artista, a Onryō, a Draga, o Vilão, o Cavaleiro, a Negociante de Crânios, a Singularidade, o Xenomorfo, o Cara Legal, o Desconhecido, o Lich, o Senhor das Trevas, a Mestra da Matilha, o Ghoul e o Animatrônico. A maioria dos assassinos tem apenas uma forma de locomoção, movendo-se em ritmo acelerado, o que é moderadamente mais rápido do que o ritmo de um sobrevivente correndo. Ao caçar os sobreviventes, o assassino deve capturá-los ou golpeando-os duas vezes com a arma (o primeiro golpe reduz o estado de vida do sobrevivente de "saudável" para "ferido" e empurra-os a uma curta distância à frente do assassino, enquanto o segundo golpe os leva ao estado "morrendo", onde o sobrevivente rasteja lentamente no chão) ou agarrá-los em certos movimentos, pegá-los dentro de armários, enquanto tentam saltar sobre barricada ou através de janelas, enquanto consertam um gerador, ou tentam resgatar um sobrevivente um gancho. Alguns assassinos têm ataques secundários que causam dano duplo e colocam os sobreviventes no estado "morrendo" em apenas um ataque. Todo assassino tem uma habilidade secundária, chamada de "poder". Cada poder é único. Por exemplo, o Espectro pode se tornar invisível e se mover mais rápido ao tocar seu sino (mas incapaz de atacar os sobreviventes enquanto estiver oculto), e o Caipira usa uma motosserra que permite que ele corra rapidamente pelo mapa e derrube sobreviventes instantaneamente com ela. Os poderes podem ser melhorados usando complementos que são comprados na teia de sangue.
O objetivo do assassino é sacrificar os sobreviventes à Entidade, um ser malévolo que domina o reino em que Dead by Daylight ocorre. Sobreviventes presos são colocados em ganchos de açougue localizados ao longo do território da partida, o que inicia o processo de sacrifício, que levará dois minutos para ser concluído sem qualquer influência externa. Alguns complementos especiais, vantagens ou as oferendas chamadas 'Memento Mori' permitem que o assassino pule o processo de sacrifício e mate um sobrevivente diretamente com as próprias mãos, com uma animação especial. 
Na primeira vez que um sobrevivente é enganchado, ele entra na primeira fase. Nesta fase, o sobrevivente pode tentar uma chance baixa (de 4%) de escapar do gancho por conta própria ao custo de acelerar tremendamente o processo de sacrifício para a segunda fase por falha em escapar. Sobreviventes enganchados também podem ser resgatados por outros sobreviventes. Oferendas e vantagens específicas podem aumentar a chance de escapar do gancho sozinho. Se o sobrevivente escapa ou é salvo e, eventualmente, é enganchado pela segunda vez, ele entra na 'fase de luta', na qual o sobrevivente tem que resistir à Entidade tentando apunhalá-los acertando os testes de perícia contínuos que vão se diminuindo com o passar do tempo, até que sejam salvos por um aliado ou mortos pela 'Entidade'. Se o sobrevivente for salvo durante a 'fase de luta' e for enganchado pela terceira vez, ele morrerá para a Entidade instantaneamente sem oportunidade de sobrevivência.
O assassino, apesar de andar mais rápido que os sobreviventes, é mais lento do que os sobreviventes na maioria dos outros movimentos: depois de atingir um sobrevivente, o assassino diminuirá a sua velocidade de movimento para limpar o sangue de sua arma. O assassino também é mais lento em saltar janelas e não pode pular sobre paletes que os sobreviventes podem lançar em seu caminho (com exceção da Legião e o Vilão), em vez disso os assassinos têm que rodear o local ou gastar algum tempo destruindo-as.
O assassino também tem uma habilidade de leitura de aura, revelando constantemente a localização de geradores, totens enfeitiçados e, ao carregar um sobrevivente, ganchos através do mapa. Um mecanismo foi adicionado no Patch 1.5.0, que introduziu a mecânica 'Sede de Sangue'. Durante 15 segundos em uma perseguição sem usar o poder, quebrar ou ser atordoado por paletes ou atacar um sobrevivente, o assassino recebe um impulso de 0,2 m/s à sua velocidade de movimento base; 30 segundos em uma perseguição concede ao assassino um aumento de 0,4 de m/s; e finalmente, se uma perseguição durar 45 segundos consecutivos, o assassino recebe um impulso de 0,6 m/s. A sede de sangue dura apenas até que uma perseguição termine ou até o assassino realizar algumas das ações citadas.

### Vantagens
Sobreviventes e assassinos têm a opção de utilizar até quatro vantagens (também chamadas pelo termo em inglês Perk), que dão habilidades especiais aos seus personagens. Cada personagem (sobrevivente ou assassino) começa com um conjunto de três vantagens que são exclusivas para eles e devem primeiro ser desbloqueadas antes que os outros sobreviventes possam usá-las. Essas vantagens podem ser desbloqueadas e atualizadas na teia de sangue usando Pontos de Sangue. Cada teia de sangue pode conter até duas vantagens. Essas vantagens podem variar de dar uma arrancada de velocidade para correr do assassino, até ser capaz de se curar sem a necessidade de um kit de primeiros socorros ou de um companheiro de equipe, ou desbloquear a capacidade de sabotar ganchos sem uma caixa de ferramentas. Há também uma infinidade de vantagens "universais" disponíveis para qualquer sobrevivente, bem como para assassinos.

## Enredo
A Entidade, um ser sobrenatural oriundo da antiga teia de sangue, é despertada do seu sono profundo sempre que é convocada por ações de grande violência e malícia. Os assassinos, em sua maioria assassinos em série, ou vítimas de uma terrível tragédia, são retirados de suas respectivas realidade por ela e convencidos a cumprir suas ordens. Para manter sua existência, a Entidade exige sacrifícios o que obriga os assassinos a caçarem e matarem os sobreviventes, para que possam se alimentar de suas esperanças e roubar um pedaço de suas almas após a morte. Em seguida, eles são trazidos de volta à vida para repetir o julgamento, tentando escapar incessantemente.
Os sobreviventes são atraídos para o mundo criado pela Entidade quando vagam muito perto dos lugares de onde os assassinos foram retirados, desaparecendo do mundo real sem deixar vestígios. Eles acabam em uma fogueira solitária, onde descansam entre as provações, até que um assassino os persiga novamente. Cada julgamento ocorre em uma série de lugares construídos pela Entidade das áreas de onde os assassinos foram levados. A única esperança de fuga dos sobreviventes é completar uma série de geradores espalhados em cada lugar para ativar portões e escapar. Se o assassino matar todos os sobreviventes, com exceção de um ainda vivo, a Entidade oferecerá a este último uma outra alternativa de fuga na forma de uma escotilha. Escapar de tais territórios sempre leva os sobreviventes de volta à fogueira, e ofertas podem ser criadas para serem queimadas e apelar a favor da Entidade. Como a Entidade alimenta a esperança dos sobreviventes de escapar, ela os ajuda tanto quanto os assassinos, atuando como um observador imparcial da caçada, intervindo apenas para reivindicar os que estavam pendurados em seus ganchos.

## Conteúdo paradownload
Em agosto de 2021, a Behavior anunciou que a DLC de Stranger Things (incluindo os personagens e seus cosméticos) não estaria mais disponível para compra após 17 de novembro e que o mapa do Laboratório Nacional Hawkins seria removido. Os personagens da DLC e seus cosméticos permaneceram utilizáveis pelos jogadores que os compraram antes da data de remoção, e as habilidades deles se tornaram gratuitas. Em 6 de novembro de 2023, a Behavior anunciou que todo o conteúdo de Stranger Things retornaria ao jogo.
Em outubro de 2021, a Behavior colaborou com a Boss Protocol para lançar o modelo de personagem Cenobita como um NFT. Isso levou a críticas dos jogadores, com as análises do Steam tendo uma explosão de críticas e caindo para uma classificação de "Principalmente negativas".
Além dos DLCs, outras colaborações resultaram na adição de itens puramente cosméticos aos personagens existentes. Colaborações com Crypt TV e Attack on Titan adicionaram itens cosméticos a personagens originais do jogo, tornando-os parecidos com personagens dessas franquias. Itens cosméticos também foram adicionados de franquias de videogame como For Honor, Meet Your Maker, PUBG: Battlegrounds, Rainbow Six Siege, e Naughty Bear. Colaborações com pessoas reais resultaram em itens cosméticos inspirados nas bandas de heavy metal Iron Maiden e Slipknot, além do ator Nicolas Cage como um sobrevivente jogável.
Em abril de 2024, quatro DLCs não licenciadas (Portait of a Murder, Tools of Torment, Forged in Fog e Roots of Dread) foram fundidas em uma (Endless Hunt) para facilitar a compra em todos os dispositivos.

### Lista
- † Esse símbolo destaca DLCs que possuem personagens licenciados, indicando que a Behaviour adquiriu os direitos de uso para os personagens fictícios.

| Nome da DLC                 | Data de lançamento     | Assassino               | Sobrevivente(s)                  | Mapa                                                               | Ref.   |
| --------------------------- | ---------------------- | ----------------------- | -------------------------------- | ------------------------------------------------------------------ | ------ |
| The Last Breath             | 18 de agosto de 2016   | A Enfermeira            | Nea Karlsson                     | Enfermaria Conturbada (Hospício Crotus Prenn)                      | [ 28 ] |
| The Halloween Chapter †     | 25 de outubro de 2016  | O Vulto                 | Laurie Strode                    | Travessa Lampkin (Haddonfield)                                     | [ 29 ] |
| Of Flesh and Mud            | 8 de dezembro de 2016  | A Bruxa                 | Ace Visconti                     | A Rosa Lívida (Pântano do Remanso)                                 | [ 28 ] |
| Left Behind †               | 8 de março de 2017     | —                       | William "Bill" Overbeck          | —                                                                  | [ 30 ] |
| Spark of Madness            | 11 de maio de 2017     | O Médico                | Feng Min                         | Centro de Tratamento (Instituto Memorial Léry)                     | [ 31 ] |
| A Lullaby for the Dark      | 27 de julho de 2017    | A Caçadora              | David King                       | Refúgio da Caçadora (Floresta Vermelha)                            | [ 32 ] |
| LeatherFace †               | 14 de setembro de 2017 | O Canibal               | —                                | —                                                                  | [ 33 ] |
| A Nightmare on Elm Street † | 26 de outubro de 2017  | O Pesadelo              | Quentin Smith                    | Escola Primária de Badham (Springwood)                             | [ 34 ] |
| Saw †                       | 23 de janeiro de 2018  | A Porca                 | David Tapp                       | O Jogo (Fábrica de Embalagens de Carnes Gideon)                    | [ 35 ] |
| Curtain Call                | 12 de junho de 2018    | O Palhaço               | Kate Denson                      | Capela do Padre Campbell (Hospício Crotus Prenn)                   | [ 36 ] |
| Shattered Bloodline         | 18 de setembro de 2018 | O Espírito              | Adam Francis                     | Residência da Família (Propriedade dos Yamaoka)                    | [ 37 ] |
| Darkness Among Us           | 11 de dezembro de 2018 | A Legião                | Jeffrey "Jeff" Johansen          | Resort do Monte Ormond (Ormond)                                    | [ 38 ] |
| Demise of the Faithful      | 19 de março de 2019    | A Praga                 | Jane Romero                      | O Templo da Purgação (Floresta Vermelha)                           | [ 39 ] |
| Ash vs Evil Dead †          | 2 de abril de 2019     | —                       | Ashley "Ash" Williams            | —                                                                  | [ 40 ] |
| Ghost Face †                | 18 de junho de 2019    | O Ghostface             | —                                | —                                                                  | [ 41 ] |
| Stranger Things †           | 17 de setembro de 2019 | O Demogorgon            | Steve Harrington e Nancy Wheeler | O Complexo Subterrâneo (Laboratório Nacional de Hawkins)           | [ 12 ] |
| Cursed Legacy               | 3 de dezembro de 2019  | O Oni                   | Yui Kimura                       | Santuário da Ira (Propriedade dos Yamaoka)                         | [ 42 ] |
| Chains of Hate              | 10 de março de 2020    | O Mercenário            | Zarina Kassir                    | Saloon do Cachorro Morto (Túmulo de Glenvale)                      | [ 43 ] |
| Silent Hill †               | 16 de junho de 2020    | O Carrasco              | Cheryl Mason                     | Escola Primária Midwich (Silent Hill)                              | [ 44 ] |
| Descend Beyond              | 8 de setembro de 2020  | O Flagelo               | Felix Richter                    | —                                                                  | [ 45 ] |
| A Binding of Kin            | 1 de dezembro de 2020  | Os Gêmeos               | Élodie Rakoto                    | —                                                                  | [ 46 ] |
| All-Kill                    | 30 de março de 2021    | O Trapaça               | Yun-Jin Lee                      | —                                                                  | [ 47 ] |
| Resident Evil †             | 15 de junho de 2021    | O Nemesis               | Leon S. Kennedy e Jill Valentine | Ala Leste da Delegacia de Raccoon City (Raccoon City)              | [ 48 ] |
| Hellraiser †                | 7 de setembro de 2021  | O Cenobita              | —                                | —                                                                  | [ 16 ] |
| Hour of the Witch           | 19 de outubro de 2021  | —                       | Mikaela Reid                     | —                                                                  | [ 49 ] |
| Portrait of a Murder        | 30 de novembro de 2021 | A Artista               | Jonah Vasquez                    | Ninho dos Corvos (Cemitério Renegado)                              | [ 50 ] |
| Sadako Rising †             | 8 de março de 2022     | A Onryō                 | Yoichi Asakawa                   | —                                                                  | [ 51 ] |
| Roots of Dread              | 7 de junho de 2022     | A Draga                 | Haddie Kaur                      | Jardim da Alegria (Ilha sem Vida)                                  | [ 52 ] |
| Resident Evil: Project W †  | 30 de agosto de 2022   | O Vilão                 | Rebecca Chambers e Ada Wong      | Ala Oeste da Delegacia de Raccoon City (Raccoon City)              | [ 53 ] |
| Forged In Fog               | 22 de novembro de 2022 | O Cavaleiro             | Vittorio Toscano                 | Praça Arrasada (Borgo Dizimado)                                    | [ 54 ] |
| Tools Of Torment            | 7 de março de 2023     | A Negociante de Crânios | Thalita Lyra e Renato Lyra       | Acampamento de Caça em: Abrigo Florestal (A Propriedade MacMillan) | [ 55 ] |
| End Transmission            | 13 de junho de 2023    | A Singularidade         | Gabriel Soma                     | Pouso do Lago Toba (Floresta de Dvarka)                            | [ 56 ] |
| Nicolas Cage †              | 25 de julho de 2023    | —                       | Nicolas Cage                     | —                                                                  | [ 25 ] |
| Alien †                     | 29 de agosto de 2023   | O Xenomorfo             | Ellen Ripley                     | Destroços da Nostromo (Floresta de Dvarka)                         | [ 57 ] |
| Chucky †                    | 28 de novembro de 2023 | O Cara Legal            | —                                | —                                                                  | [ 58 ] |
| Alan Wake †                 | 30 de janeiro de 2024  | —                       | Alan Wake                        | —                                                                  | [ 59 ] |
| All Things Wicked           | 12 de março de 2024    | O Desconhecido          | Sable Ward                       | Praça de Greenville (Ilha sem Vida)                                | [ 60 ] |
| Dungeons & Dragons †        | 3 de junho de 2024     | O Lich                  | Aestri Yazar                     | Ruínas Esquecidas (Borgo Dizimado)                                 | [ 61 ] |
| Tomb Raider †               | 16 de julho de 2024    | —                       | Lara Croft                       | —                                                                  | [ 62 ] |
| Castlevania †               | 27 de agosto de 2024   | O Senhor das Trevas     | Trevor Belmont                   | —                                                                  | [ 63 ] |
| Doomed Course               | 28 de novembro de 2024 | A Mestra da Matilha     | Taurie Cain                      | —                                                                  | [ 64 ] |
| Tokyo Ghoul †               | 2 de abril de 2025     | O Ghoul                 | —                                | —                                                                  | [ 65 ] |
| Steady Pulse                | 6 de maio de 2025      | —                       | Orela Rose                       | —                                                                  | [ 66 ] |
| Five Nights at Freddy's †   | 17 de junho de 2025    | O Animatrônico          | —                                | Pizzaria do Freddy Fazbear (Ilha sem Vida)                         | [ 67 ] |
| The Walking Dead †          | 29 de julho de 2025    | —                       | Rick Grimes e Michonne Grimes    | Refúgio Caído (Ilha sem Vida)                                      | [ 68 ] |

## Recepção
Dead by Daylight recebeu "críticas mistas ou médias", de acordo com o agregador de críticas Metacritic. A GameSpot deu uma pontuação de 6 de 10, dizendo que "Dead by Daylight executa bem o conceito de um jogo competitivo de terror, mas apenas até certo ponto".

### Vendas
Até maio de 2019, o jogo vendeu mais de 5 milhões de cópias.

## Spin-offse outras mídias

### Jogos eletrônicos

#### Hooked on You: A Dead by Daylight Dating Sim
Hooked on You: A Dead by Daylight Dating Sim é um jogo de romance visual, do gênero simulador de namoro, que foi lançado em 3 de agosto de 2022. Em 2021, a Behaviour Interactive realizou uma pesquisa sobre Dead by Daylight, com uma das perguntas feitas aos fãs sobre qual tipo de gênero eles gostariam que a empresa explorasse no futuro com os personagens de Dead by Daylight; e uma das opções possíveis era um simulador de namoro. Em 22 de fevereiro de 2022, foi descoberto que, em 16 de fevereiro, a Behaviour Interactive havia registrado uma marca registrada para um projeto intitulado Hooked on You: A Dead by Daylight Dating Sim. A descrição da marca registrada informa que ela cobre videogames, bem como quadrinhos e graphic novels. O jogo foi anunciado oficialmente em 17 de maio de 2022, durante uma transmissão ao vivo da desenvolvedora e lançado no final daquele ano em 3 de agosto. O simulador de namoro é um romance visual baseado em texto com um estilo de anime. Criado em colaboração com a Psyop, Hooked on You permite que o jogador namore quatro dos Assassinos originais de Dead by Daylight sendo eles: o Caçador, a Caçadora, o Espectro e o Espírito, e guiados por Sobreviventes originais como Dwight e Claudette.

#### What the Fog
What the Fog é um jogo cooperativo, do gênero roguelike, que foi lançado em 14 de maio de 2024 após ter sido revelado no mesmo dia. Os jogadores, assumindo o papel de um dos sobreviventes originais Dwight, Claudette ou Feng Min, precisam derrotar os inimigos para energizar os geradores e escapar. O jogo foi lançado gratuitamente para aqueles que possuem uma conta no website Behavior.com e também pode ser adquirido (de maneira paga) diretamente pelo Steam.

#### The Casting of Frank Stone
Um jogo derivado sem título definido foi anunciado em 19 de maio de 2023, e foi descrito como um jogo narrativo para um jogador "cheio de escolhas poderosas de vida ou morte". Ele foi desenvolvido pela Supermassive Games, conhecida pelos jogos de terror Until Dawn, The Quarry e a série de antologia The Dark Pictures. O título do jogo foi revelado como The Casting of Frank Stone durante o The Game Awards 2023 e está previsto para lançamento em 2024.

#### Project T
Um jogo derivado sem título definido foi anunciado em 19 de maio de 2023, e foi descrito como uma experiência de jogador contra ambiente cooperativa idealizada para quatro jogadores e "focada na ganância e na sede de poder". O título foi desenvolvido pela Midwinter Entertainment. Em 14 de maio de 2024, o título provisório do jogo foi revelado como Project T e foram divulgadas imagens de seu desenvolvimento revelando-o como sendo de tiro em terceira pessoa.

### Jogo de tabuleiro
Uma adaptação no formato de jogo de tabuleiro, intitulada Dead by Daylight: The Board Game, foi criada pela Level 99 Games e distribuída pela Asmodee nos Estados Unidos. Ela apresenta os personagens originais até o capítulo All Kill do jogo original. Um jogador assume o papel do assassino e dois a quatro jogadores assumem o papel de sobreviventes. Os jogadores usam vantagens, itens, adereços e poderes para atravessar o mapa, a fim de reparar geradores e escapar ou caçar e matar os sobreviventes. O jogo foi lançado em 7 de abril de 2023 após uma campanha bem-sucedida de arrecadação de fundos no Kickstarter. A expansão Malicious Expansion, anunciada em 2024, continua a inclusão de conteúdo do jogo original até Forged in Fog.

### Quadrinhos
Uma série de quadrinhos explorando os quatro membros da Legião antes dos eventos do jogo foi publicada pela Titan Comics, escrita por Nadia Shammas, ilustrada por Dillon Snook e colorida por Emilio Lecce. Não houve anúncio de um lançamento no Brasil.

### Adaptação cinematográfica
Em março de 2023, a Variety anunciou que Jason Blum e James Wan estavam produzindo uma adaptação cinematográfica do jogo pelos estúdios Blumhouse Productions e Atomic Monster, respectivamente, em parceria com a desenvolvedora Behavior Interactive.